# The Málaga and Gibraltar Railway Company
The Málaga and Gibraltar Railway Company fue una empresa ferroviaria de capital hispano-británico que tuvo como objetivo la construcción de una línea de ferrocarril entre Málaga y Campamento (San Roque), en la Bahía de Algeciras. 
La compañía fue fundada a raíz de la aprobación del proyecto por Real Orden en 1875 y 1878. Con sede en Londres, los directores de la empresa eran varios banqueros británicos y españoles además del Vicecónsul británico en Marbella, que a la vez actuaba como agente de la empresa minera The Marbella Iron Ore Company. Se constituyó con un capital inicial de 600 000 libras esterlinas y contó con subvenciones del Gobierno de España por valor de 60 000 pesetas por kilómetro. 
En 1882 la empresa lanzó una emisión de obligaciones para conseguir liquidez. Se sabe que los trabajos comenzaron, sin embargo, debido a diversos problemas, apenas avanzaron.
La línea habría tenido una longitud de 120 km y habría puesto en comunicación la zona de minas de hierro de Marbella con los puertos de Málaga y Gibraltar, según los planes de la empresa de solicitar la extensión de la línea a través de la zona neutral hasta el territorio británico.